# Manuel Antonio de la Bodega de la Quadra y Mollinedo
Manuel Antonio de la Bodega de la Quadra y Mollinedo (Lima, 10 de maig de 1752 - Madrid, 22 de juny de 1835) fou un polític espanyol, ministre durant el regnat de Ferran VII d'Espanya.

## Biografia
Era fill del comerciant d'origen basc Tomás de la Bodega de la Cuadra y de las Llanas, i de la criolla Francisca de Mollinedo y Losada de Agüero, i germà del navegant Juan Francisco de la Bodega y Quadra. Estudià dret al Reial Col·legi de San Martín de Lima i el 1770 ingressà com a advocat a la Reial Audiència de Lima. En 1771 anà a la Península, on es doctorà en dret a la Universitat d'Alcalá de Henares. Va obtenir la càtedra de Lleis d'aquesta universitat fins que el 1785 fou nomenat oïdor de l'Audiència de Guatemala i intendent de la Casa de la Moneda. El 1792 fou nomenat alcalde de crim de la Reial Audiència de Mèxic i el 1796 assessor del virrei de Nova Espanya.
L'octubre de 1812 fou nomenat Ministre de Governació d'Ultramar, càrrec que va ocupar fins 1814. L'any següent es va instal·lar amb la seva família a la carrera de San Jerónimo de Madrid, alhora que era nomenat membre del Consell d'Estat i vocal de la Junta per apaivagar les Audiències d'Amèrica.
Fou elegit diputat pel Virregnat del Perú a les Corts de 1820-1822 i fou novament ministre d'Ultramar entre febrer i març de 1822, així com membre del Tribunal Suprem.
De 1825 a 1834 fou degà del Consell Suprem d'Índies i el 1834 fou nomenat per la regent Maria Cristina Pròcer del Regne. Va morir a Madrid el 22 de juny de l'any següent.